# Artabotrys hexapetalus
Artabotrys hexapetalus, conhecida pelo nome comum de ylang ylang ou ilang-ilang, é um arbusto da família Annonaceae, nativo da Índia famoso pela fragrância exótica das suas flores amarelas. Quando jovem a espécie é um arbusto, mas passa a ter comportemanteo escandente quando atinge uma altura de cerca de 2 metros.

## Galeria

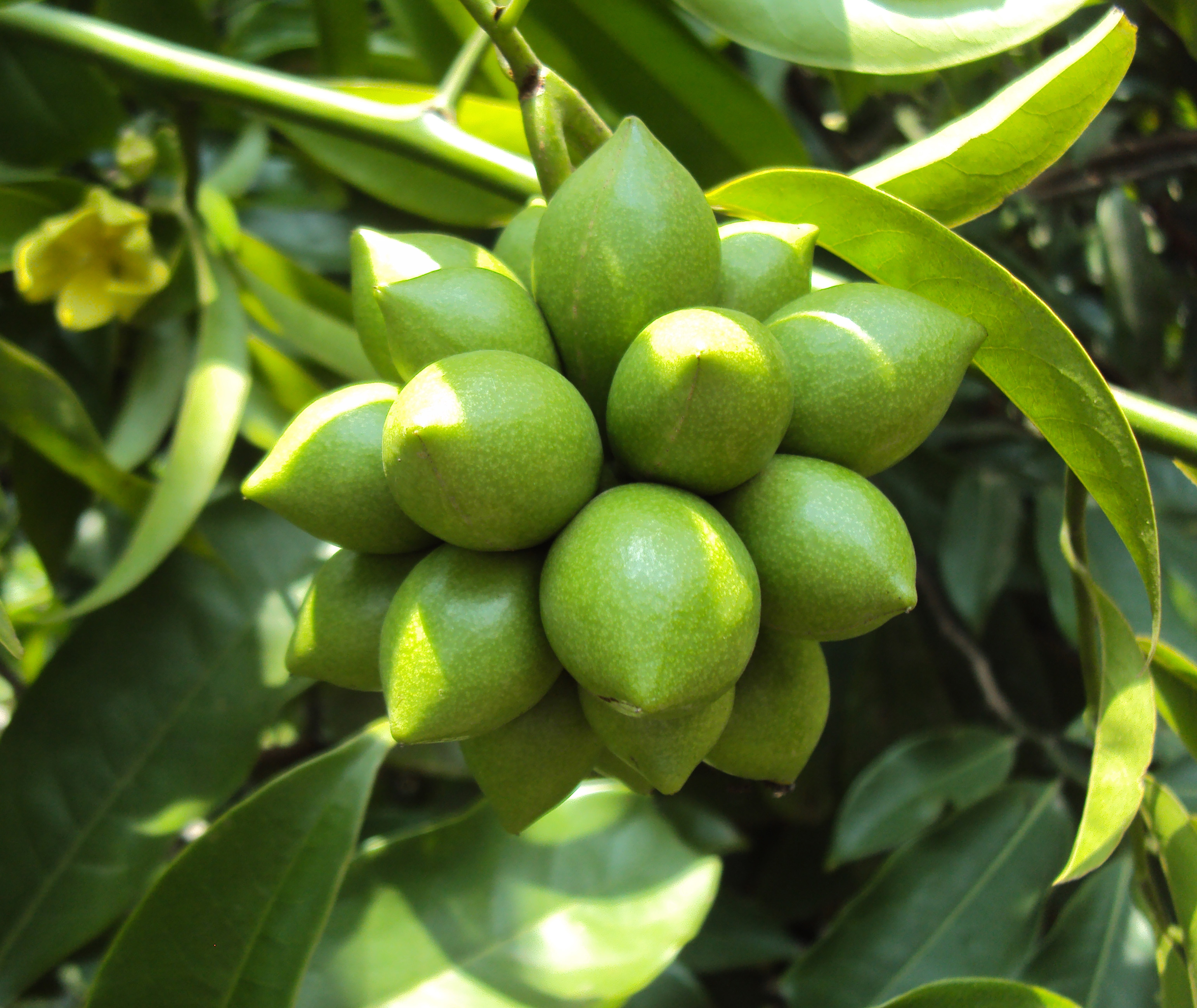
Frutos
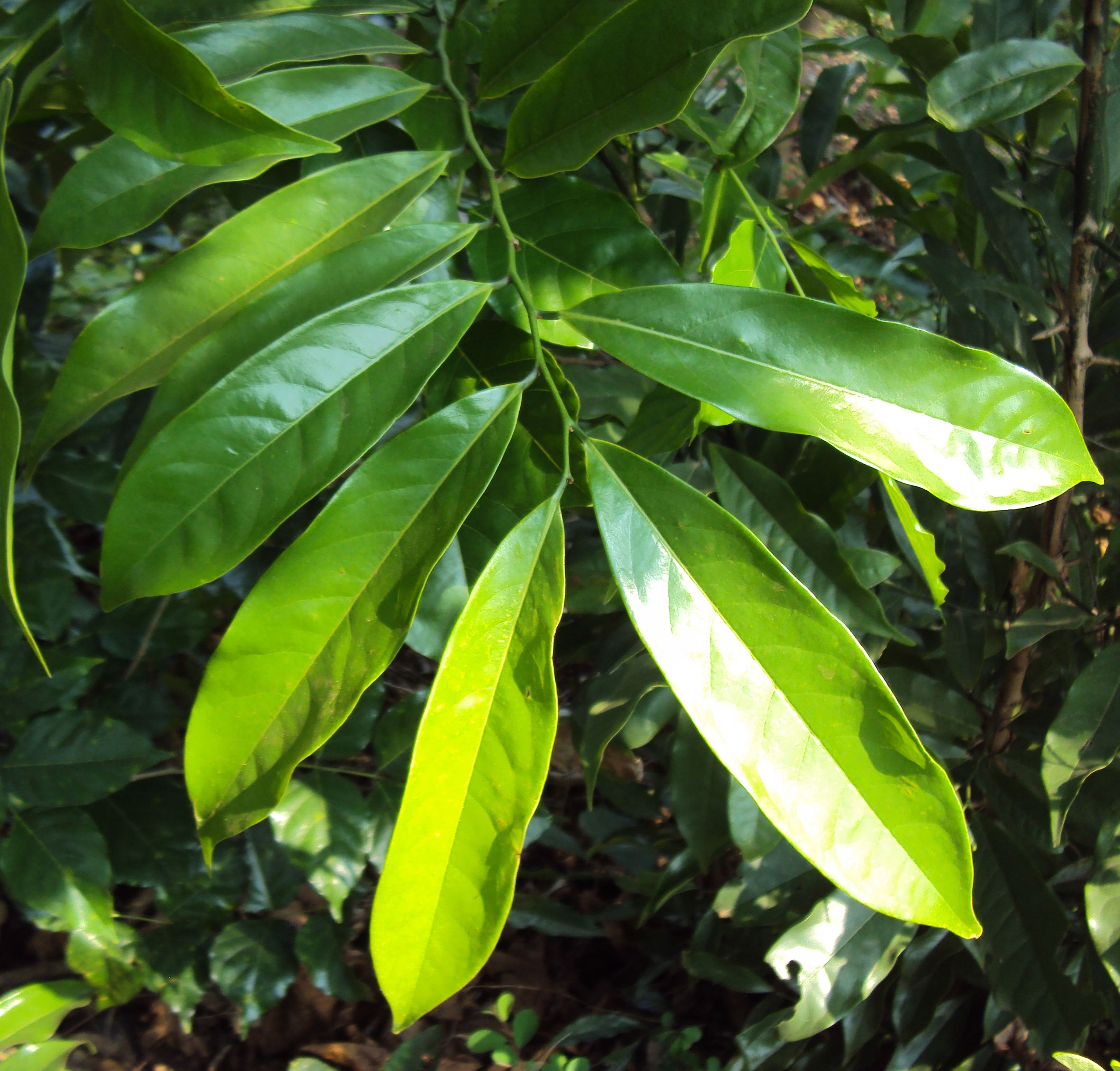
Folhas
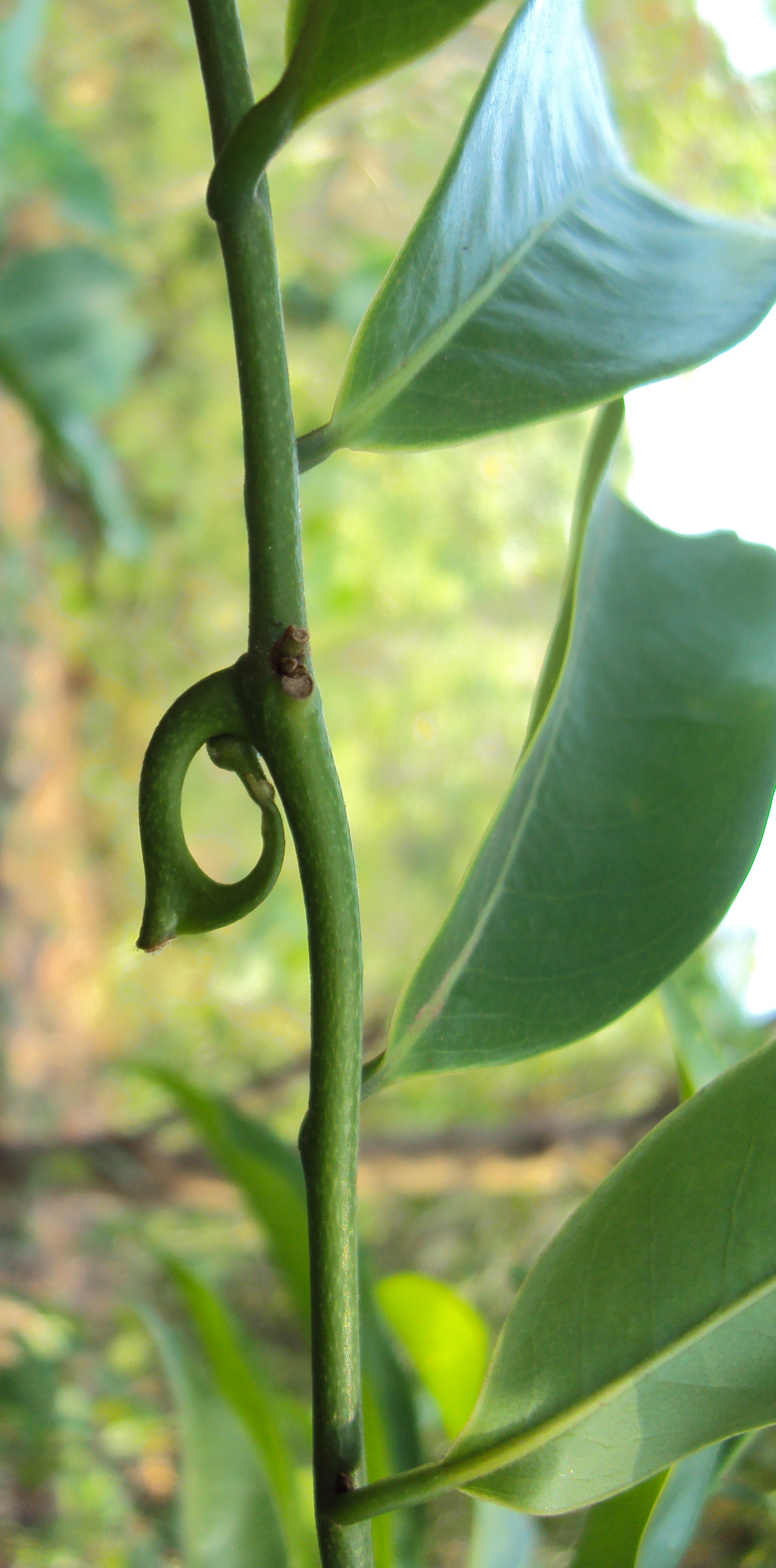
Uncino (gancho)